# 32a edició dels Premis Sant Jordi de Cinematografia
La 32a edició dels Premis Sant Jordi de Cinematografia va tenir lloc el 21 de juny de 1988, patrocinada per Ràdio Nacional d'Espanya. Es van introduir com a novetats el premi a la millor "opera prima" i els premis "Roses de Sant Jordi", atorgats pels oïdors de l'emissora a la millor pel·lícula espanyola i a la millor pel·lícula estrangera estrenades durant l'any anterior.
La cerimònia d'entrega es va dur a terme a Scala Barcelona i fou presentada per Ricard Fernàndez Deu i Júlia Otero. Va gaudir de la presència de l'alcalde de Barcelona Pasqual Maragall, del governador civil de Barcelona Ferran Cardenal i de Alemany, del director de RNR Eduardo Sotillos Palet i el director de TVE Jesús Martín. Al final de l'acte es va retre homenatge a Xavier Cugat.

## Premis Sant Jordi
| Categoria                        | Premiat                 | Labor premiada                             |
| -------------------------------- | ----------------------- | ------------------------------------------ |
| Millor pel·lícula espanyola      | Angoixa                 | Pel·lícula                                 |
| Millor pel·lícula estrangera     | Ulls negres             | Nikita Mikhalkov                           |
| Millor opera prima               | Tras el cristal         | Agustí Villaronga                          |
| Millor actor espanyol            | Antonio Banderas        | La ley del deseo 27 horas Delirios de amor |
| Millor actriu espanyola          | Verónica Forqué         | La vida alegre                             |
| Millor actor estranger           | Dexter Gordon           | Al voltant de mitjanit                     |
| Millor actriu estrangera         | Ellen Barkin            | The Big Easy Flor del desert               |
| Premi Especial del Jurat         | Pepón Coromina          | Premi pòstum                               |
| Premi a la labor cinematogràfica | Albert Gasset i Nicolau | Per la seva tasca com a muntador           |

## Roses de Sant Jordi
| Categoria                    | Premiat           |
| ---------------------------- | ----------------- |
| Millor pel·lícula estrangera | L'últim emperador |
| Millor pel·lícula espanyola  | La ley del deseo  |